# Intel Cilk Plus
Intel Cilk Plus —  расширение языка C++, призванное упростить написание многопоточных программ. Cilk Plus представляет собой динамический планировщик исполнения потоков и набор ключевых слов, сообщающих компилятору о возможности применения той или иной схемы планирования. Поддержка Cilk Plus реализована для компилятора ICC. 
Спецификации Cilk Plus и ABI библиотеки run-time поддержки были опубликованы Intel в 2010 году
В августе 2011 года компания Intel объявила о добавлении команд Cilk Plus в ветку 4.7 свободного компилятора GCC и об открытии исходного кода библиотеки run-time поддержки под лицензией BSD3 .